# Округ Филипс (Монтана)
Филипс (енгл. Phillips County) је округ у америчкој савезној држави Монтана.

## Демографија
По попису из 2010. године број становника је 4.253, што је 348 (-7,6%) становника мање него 2000. године.
| Група             | 2000.         | 2010.         |
| Белци             | 4.085 (88,8%) | 3.665 (86,2%) |
| Афроамериканци    | 7 (0,2%)      | 1 (0,0%)      |
| Азијати           | 15 (0,3%)     | 10 (0,2%)     |
| Хиспаноамериканци | 53 (1,2%)     | 81 (1,9%)     |
| Укупно            | 4.601         | 4.253         |